# Таунсенд, Фрэнсис Эверетт
Фрэнсис Эверетт Таунсенд (англ. Francis Everett Townsend; 13 января 1867, округ Ливингстон, Иллинойс — 1 сентября 1960, Лос-Анджелес) — американский врач, активист и политик; стал известен во время Великой депрессии как автор предложения о введении в США пенсий по старости — «план Таунсенда» оказал значительное влияние на будущий американский Закон о социальном обеспечении, принятый в ходе Нового курса администрации Рузвельта. Имя Таунсенда носит почтовое отделение в городе Фэрбери, штат Иллинойс.

## Работы
- New horizons: an autobiography (1943)